# Xã Butler, Quận Otter Tail, Minnesota
Xã Butler (tiếng Anh: Butler Township) là một xã thuộc quận Otter Tail, tiểu bang Minnesota, Hoa Kỳ. Năm 2010, dân số của xã này là 283 người.